# فریکینگن
فریکینگن (به آلمانی: Frickingen) یک شهر در آلمان است که در بودنسیکرایس واقع شده‌است. فریکینگن ۲٬۷۶۸ نفر جمعیت دارد.

## خواهرخوانده
شهر Frick خواهرخواندهٔ فریکینگن هست.